# Endo-1,3-β-キシラナーゼ
endo-1,3-β-キシラナーゼ(endo-1,3-β-xylanase、EC 3.2.1.32)は、(1->3)-β-D-キシランの(1->3)-β-D-グリコシド結合をランダムにエンド型加水分解する酵素である。系統名は、3-β-D-キシラン キシラノヒドロラーゼ(3-beta-D-xylan xylanohydrolase)である。
この酵素は、主に海生細菌で見られる。